# Instituto Quevedo de las Artes del Humor
El Instituto Quevedo de las Artes del Humor (IQH) es un centro de estudios, difusión e investigación del humor, creado el 20 de diciembre de 2011 por el Patronato de la Fundación General de la Universidad de Alcalá (FGUA), con el fin de ampliar, transformar y proyectar el humor gráfico en el ámbito académico y universitario.

## Objetivos
El Instituto se creó con los siguientes objetivos:
- Facilitar la comunicación y cooperación entre la comunidad universitaria e instituciones públicas y privadas que tengan interés en la investigación y estudio del humor.
- Consolidar y ampliar las actividades docentes a nivel de grado, postgrado y formación continua, orientadas a un mejor conocimiento de los distintos aspectos y vertientes relacionadas con el humor.
- Fomentar actividades de investigación sobre el humor y su difusión a la sociedad a través de publicaciones y de los medios de comunicación.
- Realizar actividades de cooperación internacional relacionadas con su objeto.

## Organización
La dirección del Instituto  está compuesta por:
- Director académico: Tomás Gallego
- Directora de Artes Escénicas y Literarias: Ángeles González-Sinde
- Director Técnico de Artes Audiovisuales: José Luis Martín Zabala

La dirección está asesorada por el Consejo de Dirección del IQh, compuesto por representantes del mundo del humor en todos sus ámbitos, así como asesores en educación, salud, psicología, periodismo, etc. Forman parte de este consejo:
- Presidente Honorífico Perpetuo: Antonio Mingote
- Embajador: José María Pérez "Peridis"
- Secretario Ejecutivo: Juan García Cerrada

## Actividad académica
El instituto organiza diferentes actividades docentes a nivel de grado, postgrado y formación continua, orientadas a un mejor conocimiento de los distintos aspectos y vertientes relacionadas con el humor, tanto presenciales como en línea.

## Premios

### Premio Iberoamericano de Humor Gráfico Quevedos
Es un premio bienal dotado con 30 000€, financiados a partes iguales por la Agencia Española de Cooperación Internacional para el Desarrollo y Educación, Cultura y Deporte. Su objetivo es distinguir la trayectoria profesional de aquellos humoristas gráficos españoles e iberoamericanos cuya obra haya tenido una especial significación social y artística. Puede optar cualquier humorista gráfico de nacionalidad española o de los países que integran la Cumbre Iberoamericana.

### Premios Quevedos-Dos

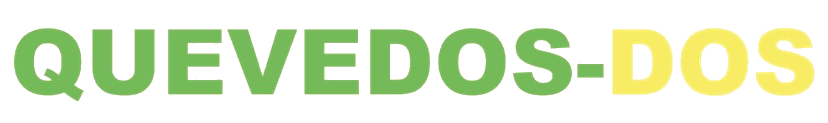
Logotipo de los Premios Quevedos-Dos

Es un concurso de dibujo destinado a los alumnos escolarizados en centros de Primaria y Secundaria Obligatoria pertenecientes a la Comunidad de Madrid, la ciudad de Guadalajara y de otras comunidades autónomas de España, invitados expresamente a participar por la organización. Su objetivo es fomentar, a través del humor gráfico, la creatividad y el espíritu crítico de los escolares. Cada convocatoria tiene un tema que persigue un objetivo. Lo convocan el Ayuntamiento de Alcalá de Henares, a través de la Concejalía de Educación y el Instituto Quevedo de las Artes del Humor de la Fundación General de la Universidad de Alcalá, promovido por el Centro de Educación Infantil y Primaria Francisco de Quevedo. Las últimas ediciones han sido:
| Edición | Curso     | Tema                                                            | Objetivo                                                                                   |
| X       | 2010-2011 | La infancia la maternidad                                       | Apoyar los Objetivos de Desarrollo del Milenio, (cuarto y quinto ODM).                     |
| XI      | 2011-2012 | La Alimentación: de la carencia a la abundancia                 | Apoyar a los Objetivos de Desarrollo del Milenio                                           |
| XII     | 2012-2013 | La Crisis                                                       |                                                                                            |
| XIII    | 2013-2014 | Europa                                                          |                                                                                            |
| XIV     | 2014-2015 | El agua                                                         |                                                                                            |
| XV      | 2015-2016 | Cervantes y el mundo actual                                     |                                                                                            |
| XVI     | 2016-2017 | Las Fronteras                                                   | Fronteras entre países, entre generaciones, entre clases sociales, entre ideas, límites... |
| XVII    | 2017-2018 | Nuestro patrimonio cultural europeo                             |                                                                                            |
| XVIII   | 2018-2019 | Los valores de la infancia                                      | Con motivo del Año Europeo del Patrimonio Cultural                                         |
| - - -   | 2019-2020 | Convocatoria suspendida por la pandemia de COVID-19             |                                                                                            |
| XIX     | 2020-2021 | Convivencia Escolar, descubriendo amistades en tiempos de COVID |                                                                                            |
| XX      | 2021-2022 | La mujer en la ciencia                                          |                                                                                            |
| XXI     | 2022-2023 | Las mascotas                                                    |                                                                                            |
| XXII    | 2023-2024 | Las notas                                                       |                                                                                            |
| XXIII   | 2024-2025 | Gigantes y cabezudos                                            |                                                                                            |

### Concurso Humor Gráfico GIN-UAH
Lo convocan anualmente la Fundación GIN, el Instituto Quevedo de las Artes del Humor (IQH), y el Vicerrectorado de Investigación y Transferencia de la Universidad de Alcalá. La participación puede ser individual o en equipo formado por guionista y dibujante. Hay tres secciones, con dos premios con dotación económica por cada una de ellas:
- Profesionales
- Amateurs
- Personal y alumnado vinculado a la UAH

Las seis últimas convocatorias fueron:
- 6º: 2016. Temática libre[13]
- 7º: 2017. Temática libre[14]
- 8º: 2018. Temática libre[15]
- 9º: 2019. Temática libre[16]
- 10º: 2021. Temática: "Ciencia e investigación"[17]
- 11º: 2022. Temática: "Cuidarnos física y mentalmente"[18]
- 12º: 2023. Temática: "Inteligencia artificial"[19]
- 13º: 2025. Temática: "Todos somo turistas"[20]

### Premios a TFG, TFM y tesis doctorales sobre el humor
El Instituto Quevedo de las Artes del Humor (IQH) de la Fundación General de la Universidad de Alcalá convoca los premios a los mejores Trabajos de Fin de Grado, Fin de Máster y Tesis Doctorales relacionados con el humor, de cualquier Universidad de España. Hay cinco premios con dotación económica. Se han realizado las siguientes convocatorias:
- 1ª: curso 2020-2021[22]
- 2ª: curso 2021-2022[23]
- 3ª: curso 2022-2023[24]
- 4ª: curso 2024-2025[25]